# 聖馬科斯 (蘇克雷省)
聖馬科斯是哥倫比亞的城鎮，位於該國北部，由蘇克雷省負責管轄，距離首府辛塞萊霍130公里，始建於1912年6月4日，面積534平方公里，海拔高度25米，2005年人口50,679。

## 外部連結
- （西班牙文） Gobernacion de Sucre - San Marcos